# Jal (Nouveau-Mexique)
Pour les articles homonymes, voir Jal.
Jal est une ville dans le comté de Lea, au Nouveau-Mexique. La population s'élevait à 2 047 habitants au recensement de 2010.

## Source
- (en) Cet article est partiellement ou en totalité issu de l’article de Wikipédia en anglais intitulé « Jal, New Mexico » (voir la liste des auteurs).